# Shannon Tweed
Shannon Lee Tweed (St. John's, 10 maart 1957) is een Canadees actrice en model. Ze is naast actrice ook actief in de erotiek en speelt daarom vaak rollen in erotische thrillers. Tweed was de playmate van november 1981 van het magazine Playboy. Ze is getrouwd met KISS-bassist Gene Simmons, met wie ze twee kinderen heeft (Nick en Sophie).

## Filmografie
- Biblioteca Nacional de España: XX1169245
- Bibliothèque nationale de France: cb140333257 (data)
- International Standard Name Identifier: 0000 0000 5931 6182
- Library of Congress Control Number: no00028384
- MusicBrainz: 7aa0e7db-48f6-447d-a5f6-f78dbd32b492
- Nationale Bibliotheek van Polen: a0000001286557
- Virtual International Authority File: 54346958
- WorldCat: E39PBJt8k3mjDYmVHVj6vCRxjC